# Mortal Kombat 1
Mortal Kombat 1 (с англ. — «Смертельная битва 1») — компьютерная игра в жанре файтинг, разработанная студией NetherRealm Studios и изданная Warner Bros. Games. Это двенадцатая основная часть серии Mortal Kombat. Для предзаказавших игра стала доступна 14 сентября 2023 года, 19 сентября состоялся полноценный выход.
Игра является риквелом. Она продолжает историю предыдущей части, однако действие Mortal Kombat 1 происходит в новой временной линии, переосмысляя события предыдущих игр серии. Версии для PlayStation 5, Xbox Series X/S и Windows получили в целом положительные отзывы критиков, которые хвалили визуальный стиль, ростер героев и новую механику камео, но критиковали микротранзакции. Порт для Nintendo Switch же был негативно воспринят из-за технических проблем, графики и долгого времени загрузки. По состоянию на ноябрь 2023 года было продано около 3 миллионов копий Mortal Kombat 1.

## Игровой процесс
В Mortal Kombat 1 присутствуют одиночный режим (включая сюжетный) и многопользовательская игра. Игра поддерживает кросс-плей и кросс-прогрессию. В Mortal Kombat 1 дебютировала механика под названием «Камео». Персонажи-камео отделены от основного состава героев. Каждый из них предоставляет разные виды помощи, например, даёт дополнительную защиту игроку или наносит дополнительный урон противнику. У камео-бойцов также имеются собственные добивания.
Fatal Blow, впервые представленные в Mortal Kombat 11, появились и в этой части. Данный специальный приём по-прежнему может быть активирован, когда здоровье игрока падает ниже 30%, однако теперь они выполняются в тандеме с бойцом-камео. В бесплатном обновлении, выпущенном вместе с дополнением Khaos Reigns, в качестве дополнительного завершающего приёма возвращается Animality, впервые представленный в Mortal Kombat 3. Он позволяет игроку превратиться в животное и растерзать противника.

### Персонажи
В Mortal Kombat 1 представлены 24 персонажа. В игре также появилась функция «Бойцы Камео» (англ. Kameo Fighters), призванная помочь игроку во время боя. Дополнительные персонажи отделены от основного списка.
| Бойцы | Бойцы Камео | Kombat Pack 1 | Kombat Pack 2                                                                                          |
| --- | --- | --- | --- |
| - Ашра - Барака - Генерал Шао - Герас - Джонни Кейдж - Кэнси - Китана - Кун Лао - Ли Мэй - Лю Кан - Милина - Нитара - Райдэн - Рэйко - Рейн - Рептилия - Саб-Зиро - Синдел - Скорпион - Смоук - Таня - Хавик - Шан Цзун | - Горо - Дарриус - Джакс - Кано - Кун Лао - Мотаро - Саб-Зиро - Сайракс - Сарина - Сектор - Скорпион - Соня Блейд - Страйкер - Сюдзинко - Фрост | Бойцы - Куан Чи - Миротворец - Омни-Мэн - Такэда - Хоумлендер - Эрмак Бойцы Камео - Джанет Кейдж - Мавадо - Тремор - Ферра - Хамелеона | Бойцы - Конан-варвар - Нуб Сайбот - Призрачное лицо - Сектор - Сайракс - T-1000 Бойцы Камео - Мадам Бо |

Примечания
1. ↑  Встречается вариант написания Кенши, но он не соответствует системе Поливанова.
2. ↑  Доступен в качестве бонуса за предзаказ, а затем при покупке онлайн.
3. ↑  Встречается вариант написания Суджинко, но он не соответствует системе Поливанова.

## Сюжет
После победы над Кроникой и Шан Цзуном бог огня Лю Кан перезапускает вселенную при помощи песочных часов и оставляет их Герасу, а сам становится защитником Земного царства. Он заключает хрупкий союз с Внешним миром, продолжая устраивать турниры Смертельной битвы. В XXI веке Лю Кан является к фермерам Кун Лао и Райдэну, актёру Джонни Кейджу и бывшему члену якудзы Кэнси Такахаси, чтобы они приняли участие в защите Земного царства. По итогу тренировок Райдэн становится чемпионом Земного царства и впоследствии выигрывает турнир.
Герас сообщает Лю Кану о злых замыслах Шан Цзуна. Последнего наставила на них неизвестная покровительница. Лю Кан поручает Кэнси, Кун Лао и Джонни пленить Шан Цзуна. Они отправляются в пустоши Внешнего мира, где сталкиваются с таркатанами, жертвами вируса Таркат, и становятся свидетелями того, как Шан Цзун извлекает костный мозг лидера таркатанов Бараки. Земляне вмешиваются, но Шан Цзун сбегает в свою лабораторию. Барака приводит их туда, где они не дают Шан Цзуну заразить наследную принцессу Внешнего мира Милину вирусом Таркат. Однако Милина нападает на них и успевает лишить Кэнси глаз, прежде чем Шан Цзун вводит ей сыворотку, раскрывая, что лечит принцессу от Тарката. В этот же момент прибывают сестра Милины принцесса Китана и генерал Шао. Шан Цзун, Шао и появившийся Куан Чи подставляют землян и тех вместе с Баракой отправляют в настоящую, подземную лабораторию Шан Цзуна (Кейдж говорит, что она напоминает ему его ранний фильм "Ямы плоти"). У них получается сбежать вместе с присоединившимся Рептилией. В Живом лесу они сталкиваются с Ашрой, которая рассказывает, что Куан Чи создаёт Похититель душ. Все вместе они находят тот, когда Куан Чи посредством Похитителя сотворяет Эрмака из душ. Герои одолевают Куан Чи и его окружение, и возвращаются в Земное царство, чтобы предупредить Лю Кана.
Лю Кан приказывает воинам Лин Куэй Би-Хану (Саб-Зиро), Куай Ляну (Скорпиону) и Томашу (Смоуку) поймать Шан Цзуна, но их берут в плен. Шан Цзун склоняет Саб-Зиро на свою сторону, предлагая ему батальон из армии нежити. Скорпион вырывается на свободу и убегает вместе со Смоуком. Герас рассказывает Лю Кану, что покровительница Шан Цзуна и Куан Чи, судя по всему, прибыла из параллельной временной линии.
Лю Кан отправляется во Внешний мир, чтобы предоставить императрице Синдел доказательства намерений Шан Цзуна, Куан Чи и генерала Шао завоевать Земное царство и Внешний мир. Он раскрывает, что был Хранителем времени и повествует о предыдущих временных линиях. Генерал Шао пытается устроить засаду землянам, но терпит неудачу и вскоре попадает в плен. Герои прибывают к логову Шан Цзуна, и на них нападает Эрмак. Милина побеждает его, и в нём проявляется душа её отца и мужа Синдел, императора Джеррода, который берёт контроль над телом. Герои уничтожают Похититель душ и на помощь колдунам является их покровительница Дамаши, которой на самом деле оказывается другой Шан Цзун из временной линии, в которой он победил Лю Кана в битве за песочные часы Кроники. Титан Шан Цзун предполагает, что их бой разорвал временную ткань, создав несколько временных линий, в которых разные люди одолевали Кронику и становились Хранителями времени. Титан намеревается поглотить временную линию Лю Кана. Не желая такого исхода, обычный Шан Цзун и Куан Чи присоединяются к Лю Кану. В ходе битвы со слугами Титана Шан Цзуна Синдел смертельно ранят, и Джеррод забирает её душу в тело Эрмака.
Герои предполагают, что временных линий может быть больше, чем две, и Герас предлагает Лю Кану вернуть силу Хранителя времени, которую он сохранил в артефакте на чёрный день. Пока остальные отправляются уничтожить армию Титана, Лю Кан вновь обретает способности Хранителя времени и возвращает друзей из прежней временной линии и других параллельных миров для предстоящей битвы. Титан Шан Цзун в свою очередь призывает армию злых двойников. После изнурительной битвы группа Лю Кана одерживает победу, и последний стирает с лица земли Титана Шан Цзунга и его временную шкалу. Затем он возвращает всех бойцов в их временные линии.
В сцене после титров воины альтернативной временной линии во главе с Титаном Хавиком наблюдают за последствиями. Чувствуя, что всё закончилось слишком быстро, Хавик клянётся начать новую, более длительную битву.

### Khaos Reigns
Саб-Зиро ведет Лин Куэй в атаку на Ширай Рю в Академии Ву Ши во время свадьбы Скорпиона и Харуми вместе с двумя своими воинами в доспехах, Сектор и Сайракс. Последнюю он обманул, заставив поверить, что Скорпион и Лю Кан предали Земное царство. Узнав об обмане Саб-Зиро, Сайракс восстает против него и помогает воинам Шаолиня и Ширай Рю отбиться от Лин Куэй и захватить Саб-Зиро и Сектор, однако Скорпион отказывается ее простить, несмотря на проявленное милосердие. Милина судит Саб-Зиро и Сектор, а Лю Кан пытается убедить ее пощадить их, чтобы уладить дальнейший конфликт.
В это время на них нападает Титан Хавик, который ранее сражался бок о бок с Титаном Шанг Цунгом и теперь стремится объединить другие временные линии со своей собственной. Когда его воины из Царства Хаоса захватывают Гераса, Саб-Зиро преследует их, но тоже попадает в плен. Вскоре Хавик рассказывает ему, что намерен объединить кристаллы времени Гераса с шестью артефактами под названием Камидогу, чтобы уничтожить мультивселенную и изменить ее по своему образу и подобию, после чего начинает экспериментировать с Саб-Зиро.
Зная, что он и Милина должны оставаться в своей временной линии, чтобы защитить ее, Лю Кан посылает Скорпиона, Сайракс и Сектор в Царство Хаоса, чтобы спасти Гераса. Там они объединяются с тремя участниками восстания против Хавика: подполковником Джонатаном Кейджем из временной шкалы времен Второй мировой войны, а также императором Рейном и императрицей Таней, которые были свергнуты, когда силы Хавика поглотили их временную линию. Хавик разделяет их и заманивает в смертельный лабиринт, где Рейн жертвует собой, чтобы спасти Сектор и Таню. После того, как Таня договаривается с пойманным в ловушку могущественным драконом по имени Орин, им удается проникнуть в цитадель Хавика. Там они сталкиваются с Саб-Зиро, который был превращен Хавиком в темную сущность хаоса по имени Нуб Сайбот. После победы над Сайботом они спасают Гераса и сбегают вместе с ним и Камидогу.
Лю Кан не может излечить Сайбота, но ему удается освободить его от контроля Хавика. Хавик и его силы вторгаются во временную линию Лю Кана, где он наделяет себя силой Камидогу. Тем не менее, Сайбот и Лю Кан побеждают его. Сайбот пытается убить Хавика, но Лю Кан и Герас останавливают его, так как со смертью Хавика его временная линия будет стерта, а ее обитатели погибнут. Лю Кан позволяет Сектор уйти и стать грандмастером Лин Куэй, обещая при этом найти способ излечить Сайбота, а пока оставить его в Храме Элементов для безопасности. Скорпион прощает Сайракс за ее прегрешения и приглашает ее присоединиться к Ширай Рю.

## Разработка
После прекращения поддержки Mortal Kombat 11, NetherRealm Studios сообщила о работе над новым проектом в июле 2021 года. Эндрю Боуэн, актёр озвучания Джонни Кейджа, написал в социальных сетях, что новая часть серии находится в разработке, однако пост был быстро удалён. В феврале 2023 года генеральный директор Warner Bros. Discovery Дэвид Заслав во время объявления о доходах за четвёртый квартал 2022 года заявил о скором выходе двенадцатой части.
18 мая 2023 года NetherRealm Studios анонсировала Mortal Kombat 1. Студия объявила, что за предварительный заказ версий для PlayStation 5 и Xbox Series X/S игроки получат доступ к бета-версии в августе и Шан Цзуна в качестве играбельного персонажа. Версии игры для PS5 и Xbox Series разрабатываются NetherRealm Studios, для Windows — QLOC, а для Nintendo Switch — Shiver Entertainment и Saber Interactive. За предзаказ премиум-издания игрок получит скин для Джонни Кейджа, основанный на актёре Жан-Клоде Ван Дамме, сам актёр также озвучит персонажа.
В рамках San Diego Comic-Con 2023 было представлено два новых трейлера игры. Во втором показано, какие бойцы появятся в игре в пострелизных дополнениях — в первый набор включены Хоумлендер из сериала «Пацаны» (с 2019), Миротворец в озвучивании Джона Сина из одноимённого сериала (с 2022), а также Омни-мэн в озвучивании Джей Кей Симмонса из мультипликационного сериала «Неуязвимый».
- Первый трейлер игры
- Трейлер геймплея игры

26 июля 2024 года было анонсировано дополнение Khaos Reigns о вторжении Титана Хавика, добавляющее новые сюжетную линию и добивание. Помимо этого, в него войдут персонажи, включая Нуба Сайбота, женские версии Сектора и Сайракса, а также Призрачное лицо из франшизы «Крик», Конана-варвара из одноимённого фильма 1982 года и Т-1000 из «Терминатора 2».

## Приём

### Рецензии
| Сводный рейтинг       | Сводный рейтинг                        |
| Агрегатор             | Оценка                                 |
| --------------------- | -------------------------------------- |
| Metacritic            | (PC) 83/100 (PS5) 84/100 (XSXS) 84/100 |
| Иноязычные издания    |                                        |
| Издание               | Оценка                                 |
| Destructoid           | 8/10                                   |
| Digital Trends        | [ 26 ]                                 |
| Edge                  | 7/10                                   |
| Eurogamer             | [ 28 ]                                 |
| Game Informer         | 9/10                                   |
| GameSpot              | 8/10                                   |
| GamesRadar+           | [ 31 ]                                 |
| Hardcore Gamer        | 3,5/5                                  |
| IGN                   | 8/10 (NS) 3/10                         |
| Jeuxvideo.com         | 16/20                                  |
| Nintendo Life         | [ 36 ]                                 |
| PCGamesN              | 8/10                                   |
| PC Gamer (US)         | 70/100                                 |
| Push Square           | [ 39 ]                                 |
| Shacknews             | 9/10                                   |
| TouchArcade           | 3,5/5                                  |
| VG247                 | [ 42 ]                                 |
| VideoGamer            | 9/10                                   |
| Video Games Chronicle | [ 44 ]                                 |
| Русскоязычные издания |                                        |
| Издание               | Оценка                                 |
| PlayGround.ru         | 8/10                                   |
| StopGame.ru           | «Похвально»                            |

Согласно сайту Metacritic, Mortal Kombat 1 получила «в целом положительные отзывы» критиков. Стивен Миллс из Destructoid заявил, что игра не является «чистой победой, но она всё равно ощущается как шаг вперёд для франшизы». Он назвал игровой процесс лучшим из когда-либо существовавших, что, по его мнению, является самым важным для жанра: «Это отличная точка входа для новичков в файтингах и даже для таких же казуальных игроков, как я, желающих погрузиться немного глубже, чем обычно».
Критики положительно отозвались о сюжетном режиме. В Destructoid посчитали, что «это пик кинематографической Mortal Kombat». Рецензенту IGN Митчеллу Сальцману понравились новые интерпретации классических бойцов, особенно тех, кто в прошлых частях был «низведён до второстепенных ролей». В пример он привёл Бараку и Рептилию, которые в предыдущих играх «так и не стали чем-то большим, чем просто приспешниками, но в Mortal Kombat 1 они являются основными героями со своими главами и определяющими моментами истории». Сальцман также отметил, что «сценарий полон множества дерзких отсылок, которые станут приятными наградами для давнего поклонника серии».
К минусам проекта издание Destructoid отнесло «скудный набор режимов с ненужной рутиной для получения косметических предметов».
В отличие от других платформ, версия для Nintendo Switch подверглась резкой критике за плохое качество графики, долгие загрузки, проблемы с производительностью и баги.

### Продажи
27 января 2024 года Warner Bros. Games объявила, что Mortal Kombat 1 была продан тиражом в 3 миллиона копий. Издатель Warner Bros. Games поделился статистикой 4 000 000 продаж в августе 2024 года. На достижение данного результата ушло менее года с релиза игры в сентябре 2023 года. В январе 2025 года Эд Бун рассказал о 5 000 000 проданных копий Mortal Kombat 1.